# 庫爾蘭

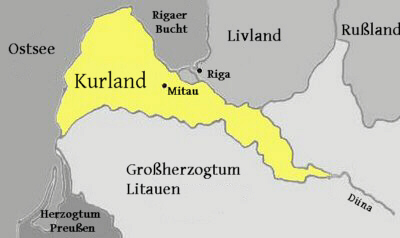
黃色部分為庫爾蘭地區

庫爾蘭或庫爾澤梅（拉脫維亞語：Kurzeme、德語：Kurland）是位於現在拉脫維亞西部的一個舊地名。
在16世紀到18世紀期間，庫爾蘭地區曾經存在一個由波羅的海德意志人建立的小國库尔兰和瑟米加利亚公国。18世紀後，庫爾蘭先是一度被瑞典占領，後又成為俄羅斯帝國的一部分（庫爾蘭省）。一戰後大部分被劃入新生的拉脫維亞；二戰時短暫被德軍佔領，在戰爭末期成為北方集團軍在東線最後的橋頭堡，戰後成為蘇聯的一部份。歌唱革命之後，今天的庫爾蘭屬於拉脫維亞。